# جيمي هارني
جيمي هارني (بالإنجليزية: Jamie Harney)‏ هو لاعب كرة قدم بريطاني في مركز الدفاع، ولد في 4 مارس 1996 في Plumbridge ‏ في المملكة المتحدة. شارك مع منتخب أيرلندا الشمالية تحت 16 سنة لكرة القدم ومنتخب أيرلندا الشمالية تحت 17 سنة لكرة القدم ومنتخب أيرلندا الشمالية تحت 19 سنة لكرة القدم ومنتخب أيرلندا الشمالية تحت 21 سنة لكرة القدم ومنتخب أيرلندا الشمالية لكرة القدم. أما مع النوادي، فقد لعب مع كولتشستر يونايتد ووست هام يونايتد.

## وصلات خارجية
- جيمي هارني على موقع قاعدة بيانات كرة القدم.إي يو (الإنجليزية)
- جيمي هارني على موقع Soccerway.com (الإنجليزية)